# FC 서울 (옥타곤 컨소시엄)
FC 서울은 서울에 K리그 클럽을 창단하여 흥행 사업을 영위하려는 목적으로 2001년 결성되어 단기간 존속했던 기업 컨소시엄이다. 세계 유수의 스포츠 마케팅 기업 옥타곤 코리아를 필두로 언론매체 및 복권 업체 등이 주주로 참여하였다. 그러나 창단 자금 조달 등의 문제로 목적을 달성하지 못한 채 2001년 중반 활동을 중단하였다.
2004년 안양 LG 치타스가 서울로 연고지를 이전하여 만들어진 GS스포츠 산하 FC 서울과는 관계가 없다.

## 배경
2002년 FIFA 월드컵이 한국과 일본에서 개최됨에 따라 한국에서는 10개 도시에 월드컵 용도의 대형 경기장이 건설되며, 월드컵에 따른 축구 붐 조성 및 경제적 이익을 추구하는 움직임이 일어나고 있었다. 그러나 2003년까지 K리그에는 서울 연고클럽이 존재하지 않았으므로, 자연히 축구팬 및 관계자들의 이목은 서울 연고클럽의 창단 가능성에 모아졌다. 컨소시엄을 주도한 옥타곤 코리아의 본사는 유럽에서 아인트라흐트 프랑크푸르트와 같은 유수 클럽의 마케팅을 대행하는 업체였으며, 서울 시장의 가능성을 주목하여 월드컵 이전 창단을 노렸다.
그러나 서울 연고클럽의 창단에는 다음 두 가지 걸림돌이 있었다.
1. 서울 연고클럽은 서울월드컵경기장 건설비 중 축구계가 분담해야 하는 부분에 해당하는 242억원을 서울 입성금으로 지불해야 한다.
2. 당시 K리그 규정에 의거, 축구클럽의 모기업은 연간 매출액이 1,000억원 이상이어야 한다.

결국 창단 작업은 지지부진했고, 컨소시엄은 축구팬들의 주목에서 벗어난 채 조용히 해산되었다.

## 경과
- 2000년 6월 : 옥타곤 코리아, 창단 의사 표명(5일) 및 기자간담회(21일) 개최.[1]
- 2001년 2월 26일 : 옥타곤 코리아, 창단 작업 관련 정몽준 대한축구협회 회장 (당시) 면담 요청 및 기사화.[2]
- 3월 19일 : 'FC 서울 창단 준비팀' 발족.
- 4월 3일 : 웹사이트 (fcseoul.co.kr) 개설.[3]
- 4월 17일 : 창단계획서를 프로축구연맹에 제출하나 법인 등록 여부의 문제로 반려됨.[4]
- 8월 중 : 옥타곤 코리아, 창단작업 유보 선언[5]

## 컨소시엄 주주 기업
- 국민은행
- 동아일보
- 동양고속건설
- SBS
- 옥타곤 코리아
- 한국전자복권